# از آن پس
از آن پس (به انگلیسی: The Ever After) فیلمی محصول سال ۲۰۱۴ و به کارگردانی مارک وبر است. در این فیلم بازیگرانی همچون ترزا پالمر، رزاریو داوسون، ملیسا لیو، مارک وبر، فیبی تانکین، جاشوآ لنرد، کید کادی، تام باور و تاهینا مک‌مانوس ایفای نقش کرده‌اند.